# Давор Петровски
Давор Петровски (мкд. Давор Петровски; Скопље, 9. октобар 2000) македонски је пливач чија специјалност су трке делфин стилом.

## Спортска каријера
Петровски је пливањем почео да се бави као седмогодишњи дечак тренирајући у пливачком клубу „Орион” из Скопља. Први наступ на међународној сцени имао је на европском првенству у малим базенима 2017. у Копенхагену где се такмичио у тркама на 100 и 200 метара делфин стилом.
Први наступ на светским првенствима у великим базенима имао је у корејском Квангџуу 2019. где је наступио у две дисциплине. У трци на 200 мешовито заузео је 45. место у квалификацијама, док је у трци на 200 делфин у квалификацијама испливао лични рекорд, што је било довољно за 44. место у конкуренцији 47 такмичара.